# كريستيان رود
كريستيان رود (بالنرويجية: Christian Ruud‏) مواليد 24 أغسطس 1972 في أوسلو، هو لاعب كرة مضرب نرويجي سابق بدأ مسيرته كمحترف سنة 1991 وكان يلعب باليد اليمنى، اعتزل اللعب في 2001. أعلى تصنيف له في الفردي كان المركز الـ 39 في سنة 1995. سبق أن شارك في دورة الألعاب الأولمبية الصيفية.

## الحياة الشخصية
رود متزوج من لايل رود، وهو والد لاعب التنس كاسبر رود.

## روابط خارجية
- كريستيان رود على موقع IMDb (الإنجليزية)

- كريستيان رود على موقع رابطة محترفي التنس (الإنجليزية)
- كريستيان رود على موقع الاتحاد الدولي لكرة المضرب (الإنجليزية)
- كريستيان رود على موقع كأس ديفيز (الإنجليزية)
- كريستيان رود على موقع خلاصة التنس.كوم (الإنجليزية)
- كريستيان رود على موقع إي إس بي إن.كوم (الإنجليزية)
- كريستيان رود على موقع أوليمبيديا (الإنجليزية)